# ایگلو

اسکیموها خانه‌های ایگلو را به‌شکل سهمی‌گون وارونه می‌سازند چرا که در این شیوه برف‌های انباشته به دلیل فشار معکوس سازهٔ سهمی‌گون نمی‌توانند تبدیل به قندیل شوند.

ایگلو کومه‌های یخی اسکیموها هستند که با استفاده از بلوک‌های برف و یخ ساخته می‌شود. واژه ایگلو در زبان اینوییت به معنی خانه است و لزوماً معنی خانه برفی نمی‌دهد. قدیمی‌ترین فیلمی که ساختن ایگلو را نشان می‌دهد فیلم مستند نانوک شمال از رابرت فلاهرتی است که در سال ۱۹۲۲ ساخته شده‌است. در حالی دمای بیرون ممکن است تا ۴۶ درجه سیلسیوس زیر صفر کاهش یابد دمای هوای درون ایگلوها تنها با گرمای بدن فرد یا افراد درون آن می‌تواند بین ۷- تا ۱۶درجه بالای صفر قرار گیرد. دانشمندان ناسا معتقدند که بهترین روش برای ساخت پناهگاه برای ساکنان مریخ استفاده از منابع یخ زیر سطحی برای ساخت گنبدهای یخی است. طبق آخرین مطالعات دانشمندان حجم منابع آب منجمد کشف شده در مریخ ممکن است از دریاچه سوپریور در آمریکای شمالی با حجم ۱۲ هزار کیلومتر مکعب بیشتر باشد.
مهمترین ویژگی ایگلوهای یخی، شکل هندسی برجسته برای تشکیل سپر حفاظتی بدون نیاز به انتقال منابع از زمین است.
طرح خانه‌های یخی مریخ علاوه بر قابلیت اسکان موقت، قادر به تشکیل سپر دفاعی در برابر تشعشعات مرگبار مریخی است.
دانشمندان معتقدند که بهترین منبع موجود برای ساخت پناهگاه‌های یخی با قابلیت مقاومت در برابر پرتوهای خطرناک مریخی منابع عظیم یخ زیر سطحی مریخ است، چرا که حمل مواد مناسب برای ساخت پناهگاه از زمین غیرممکن است.
هریک از ایگلوهای یخی با ظرفیت چهار نفر و دارای فضاهای مجزا مثل محل کار، محل خواب و محل پرورش غذا هستند.
فشار هوای داخل هر ایگلو معادل ۶۶۰۰ گرم بر ۶ سانتیمتر مربع در دمای ۲۲ درجه سانتیگراد تنظیم شده‌است.
طراحی پناهگاه در مریخ با ضرورت وجود فشار در داخل همیشه با محدودیت همراه است، چرا که شکل گنبدی بهترین طرح برای کنترل فشار در داخل پناهگاه است.

## نگارخانه

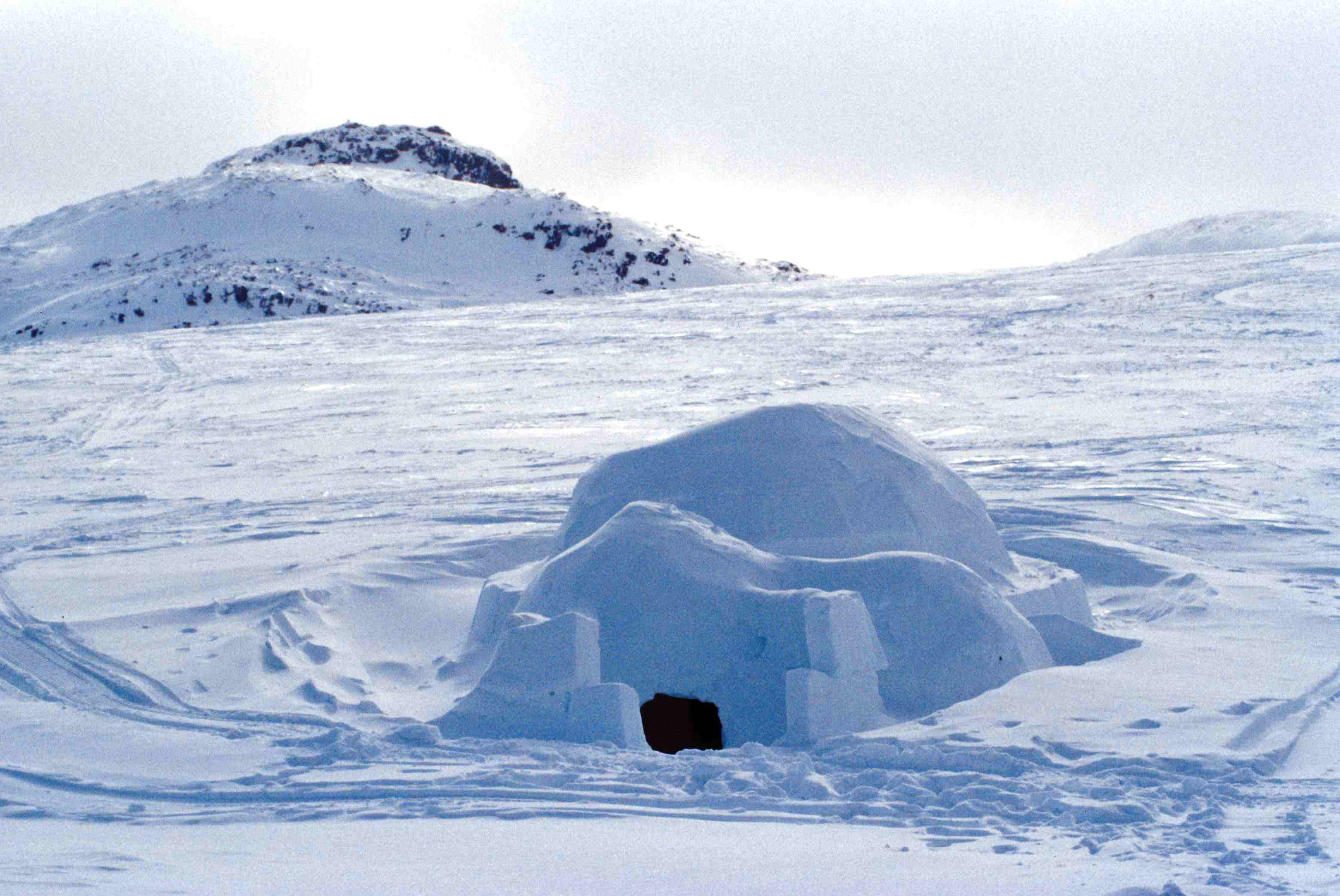
ایگلویی در جنوب جزیره بافین
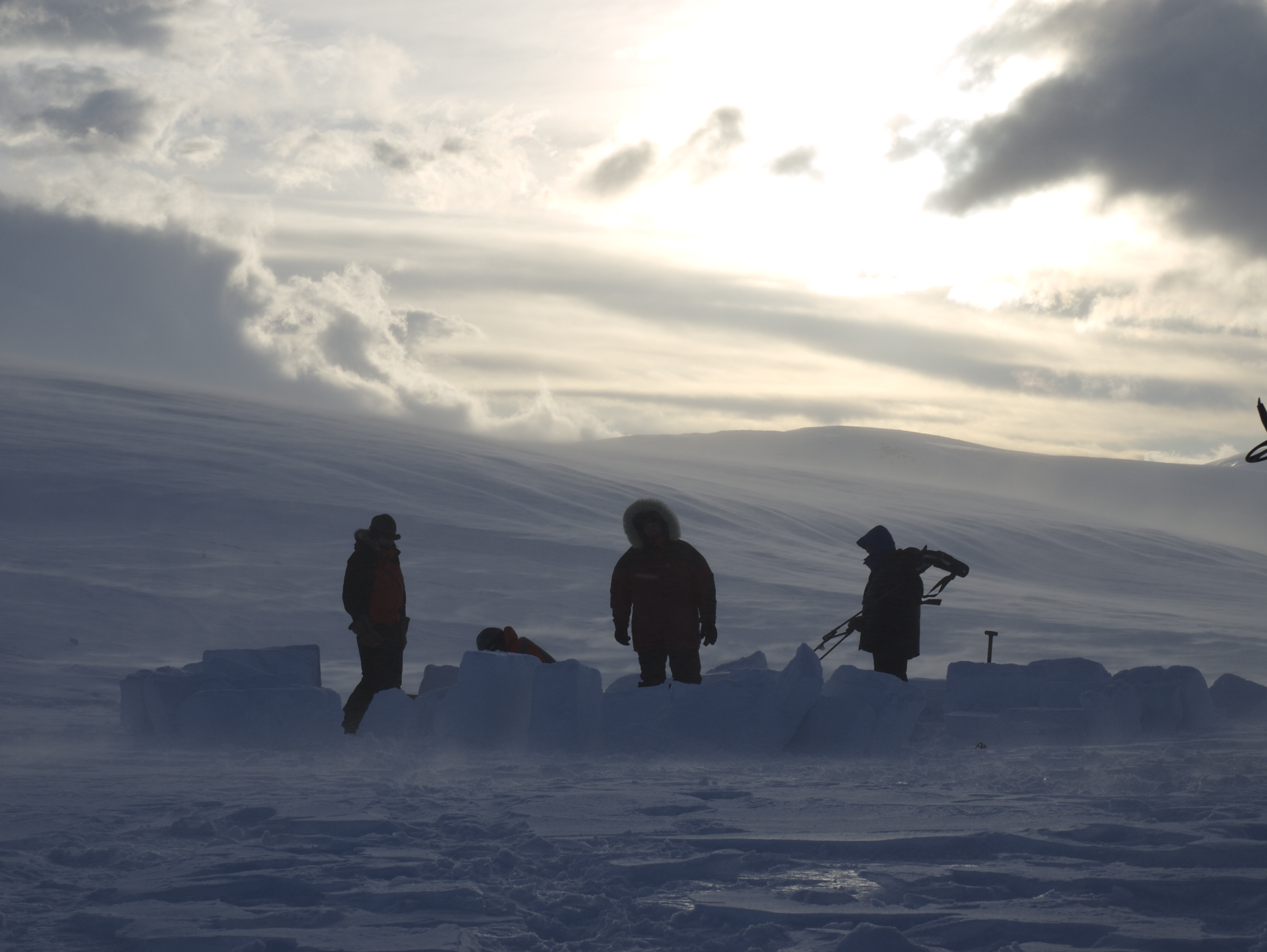
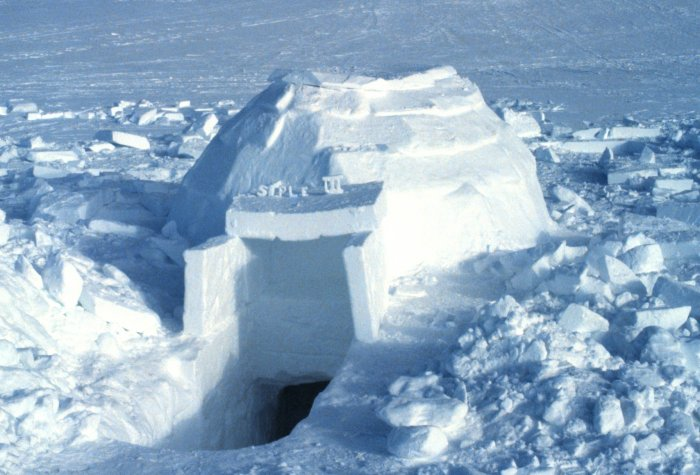
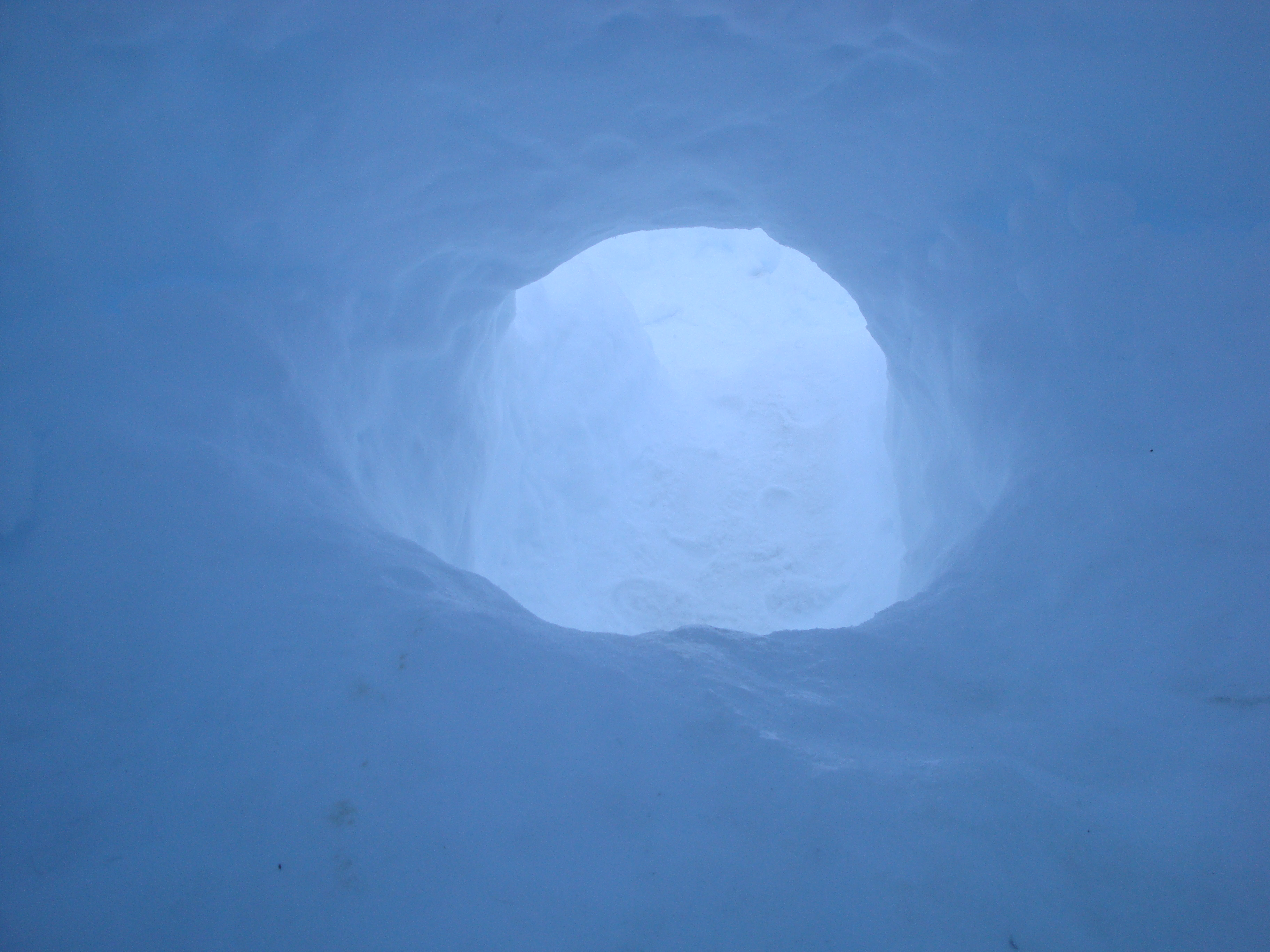
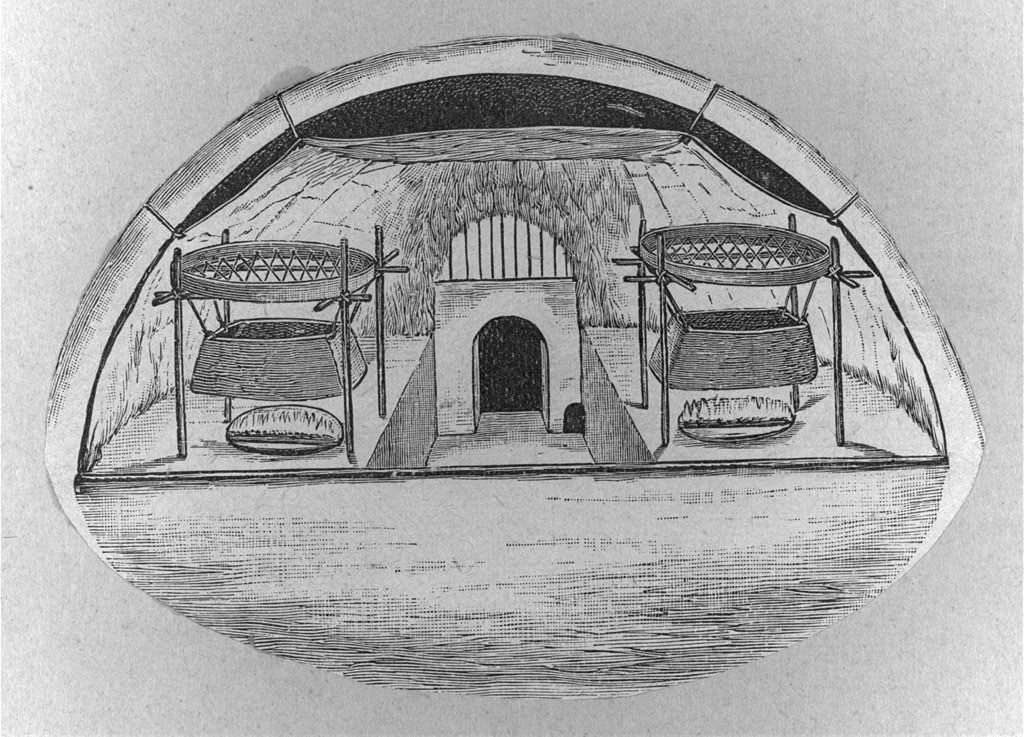